# …君へ
「…君へ」（きみへ）は、宮野真守の3枚目のシングル。2008年12月3日にキングレコードから発売された。

## 概要
前作「Discovery」から約6ヶ月ぶりのリリース。前作同様、表題曲を含む全3曲収録。自身のシングルでは初のノンタイアップとなった。

## 批評
CDジャーナルは、「心に響く歌唱と豊かな表現力に加え、ダンスやR＆Bスタイルのアプローチも見せてくれる」と評した。

## 収録曲
1. …君へ [5:47]
作詞：ucio、作曲・編曲：柘植敏道
2. Beautiful smile [4:08]
作詞・作曲：成本智美、編曲：江上浩太郎
3. FIRST GATE [3:59]
作詞：FIREWORKS・前澤希、作曲：FIREWORKS、編曲：Jin Nakamura

## 収録作品
| 曲名  | 収録アルバム | 発売日        | 備考                  |
| ----- | ------------ | ------------- | --------------------- |
| …君へ | 『BREAK』    | 2009年3月11日 | 1stオリジナルアルバム |